# Øjvind Winge
Øjvind Winge, född 19 maj 1886, död 5 april 1964, var en dansk botaniker och genetiker.
Winge blev student 1905, mag.scient. 1910 och dr. phil. 1917. Han studerade hösten 1910 cytologi vid Stockholms högskola under Gustaf Otto Rosenberg och våren 1911 vid Sorbonne i Paris samt vid University of Chicago. Han var 1911-21 assistent vid Carlsberg Laboratorium och var 1921-33  professor i ärftlighetslära vid Den Kongelige Veterinær- og Landbohøjskole. Han var 1933-56 föreståndare för den fysiologiska avdelningen vid Carlsberg Laboratorium. Han blev 1927 ledamot av Videnskabernas Selskab samt 1942 utländsk ledamot av Vetenskapsakademien i Stockholm och 1947 av Royal Society.
Winge skrev en del mykologiska avhandlingar, ofta i samarbete med Carl Christian Frederik Ferdinandsen, och dessutom en rad viktiga arbeten om ärftlighet. Han påvisade ett icke-mendelskt ärftlighetsförhållande hos brokigbladiga växter, en ensidig könsbunden ärftlighet hos en tandkarp (Sebistes), könskromosomer hos blomväxter o.s.v. Hans doktorsavhandling Studier over Planterigets Kromosomtal og Kromosomernas Betydning väckte stor uppmärksamhet bland cytologer. Han uppställde i denna en teori om uppkomsten av nya arter genom en fördubbling av kromosomtalet hos avkomman, vilken uppkommit genom korsning; denna teori fick senare stöd av andra forskares resultat. Hans cytologiska och experimentella ärftlighetsundersökningar gjorde hans namn till ett av de ledande inom dessa områden. Många av hans avhandlingar publicerades i "Meddelelser fra Carlsberg-Laboratoriet".

## Utmärkelser
- Riddare av Dannebrogorden,  1929[5]
- Dannebrogsmännens hederstecken,  1943[5]
- Utländsk ledamot av Royal Society,  1 maj 1947[6]
- Kommendör av Dannebrogorden,  1953[5]

[Redigera Wikidata]